# Judo aux Jeux européens de 2019
Navigation
Édition précédente Édition suivante
Le judo aux Jeux européens de 2019 a lieu à Minsk, en Biélorussie, du 22 au 25 juin 2019. 15 épreuves sont au programme. Ces épreuves font également office de championnat continental pour cette année.

## Médaillés individuels

### Hommes
| Épreuves                          | Or                  | Argent              | Bronze                                   |
| --------------------------------- | ------------------- | ------------------- | ---------------------------------------- |
| Moins de 60 kg poids super-légers | Lukhumi Chkhvimiani | Francisco Garrigós  | Amiran Papinashvili Jorre Verstraeten    |
| Moins de 66 kg poids mi-légers    | Heorhiy Zantaraya   | Matteo Medves       | Bagrati Niniashvili Vazha Margvelashvili |
| Moins de 73 kg poids légers       | Tommy Macias        | Rüstəm Orucov       | Hidayət Heydərov Georgios Azoidis        |
| Moins de 81 kg poids mi-moyens    | Matthias Casse      | Ivaylo Ivanov (en)  | Luka Maisuradze Attila Ungvari           |
| Moins de 90 kg poids moyens       | Mikail Özerler      | Li Kochman          | Mammadali Mehdiyev Khasan Khalmurzaev    |
| Moins de 100 kg poids mi-lourds   | Arman Adamian       | Varlam Liparteliani | Elmar Qasımov Cyrille Maret              |
| Plus de 100 kg poids lourds       | Guram Tushishvili   | Inal Tasoev         | Stephan Hegyi Henk Grol                  |

### Femmes
| Épreuves                          | Or                  | Argent            | Bronze                            |
| --------------------------------- | ------------------- | ----------------- | --------------------------------- |
| Moins de 48 kg poids super-légers | Darya Bilodid       | Irina Dolgova     | Julia Figueroa Maruša Štangar     |
| Moins de 52 kg poids mi-légers    | Majlinda Kelmendi   | Natalia Kuzyutina | Chelsie Giles Amandine Buchard    |
| Moins de 57 kg poids légers       | Daria Mezhetskaia   | Nora Gjakova      | Pauline Starke Telma Monteiro     |
| Moins de 63 kg poids mi-moyens    | Clarisse Agbegnenou | Alice Schlesinger | Sanne Vermeer Maria Centracchio   |
| Moins de 70 kg poids moyens       | Margaux Pinot       | Sanne van Dijke   | Barbara Matić Anna Bernholm       |
| Moins de 78 kg poids mi-lourds    | Klara Apotekar      | Guusje Steenhuis  | Loriana Kuka Madeleine Malonga    |
| Plus de 78 kg poids lourds        | Maryna Slutskaya    | Larisa Cerić      | Iryna Kindzerska Ksenia Chibisova |

## Médaillés par équipes
| Épreuves | Or | Argent                                                                                          | Bronze |
| -------- | --- | ----------------------------------------------------------------------------------------------- | --- |
| Mixte    | Russie Daria Mezhetskaia Ksenia Chibisova Alena Prokopenko Musa Mogushkov Inal Tasoev Khusen Khalmurzaev | Portugal Telma Monteiro Rocheles Nunes Barbara Timo Jorge Fernandes Jorge Fonseca Anri Egutidze | France Priscilla Gneto Amandine Buchard Anne-Fatoumata M'Bairo Madeleine Malonga Marie-Ève Gahié Margaux Pinot Guillaume Chaine Killian Leblouch Cyrille Maret Axel Clerget Aurélien Diesse |
| Mixte    | Russie Daria Mezhetskaia Ksenia Chibisova Alena Prokopenko Musa Mogushkov Inal Tasoev Khusen Khalmurzaev | Portugal Telma Monteiro Rocheles Nunes Barbara Timo Jorge Fernandes Jorge Fonseca Anri Egutidze | Autriche Sabrina Filzmoser Bernadette Graf Michaela Polleres Lukas Reiter Stephan Hegyi Marko Bubanja                                                                                       |

## Tableau des médailles
| Rang  | Nation             | Or | Argent | Bronze | Total |
| ----- | ------------------ | -- | ------ | ------ | ----- |
| 1     | Russie             | 3  | 3      | 2      | 8     |
| 2     | Géorgie            | 2  | 1      | 4      | 7     |
| 3     | France             | 2  | 0      | 4      | 6     |
| 4     | Ukraine            | 2  | 0      | 0      | 2     |
| 5     | Kosovo             | 1  | 1      | 1      | 3     |
| 6     | Belgique           | 1  | 0      | 1      | 2     |
| 6     | Slovénie           | 1  | 0      | 1      | 2     |
| 6     | Suède              | 1  | 0      | 1      | 2     |
| 9     | Biélorussie        | 1  | 0      | 0      | 1     |
| 9     | Turquie            | 1  | 0      | 0      | 1     |
| 11    | Pays-Bas           | 0  | 2      | 2      | 4     |
| 12    | Azerbaïdjan        | 0  | 1      | 4      | 5     |
| 13    | Grande-Bretagne    | 0  | 1      | 1      | 2     |
| 13    | Espagne            | 0  | 1      | 1      | 2     |
| 13    | Italie             | 0  | 1      | 1      | 2     |
| 13    | Portugal           | 0  | 1      | 1      | 2     |
| 16    | Bosnie-Herzégovine | 0  | 1      | 0      | 1     |
| 16    | Bulgarie           | 0  | 1      | 0      | 1     |
| 16    | Israël             | 0  | 1      | 0      | 1     |
| 20    | Autriche           | 0  | 0      | 2      | 2     |
| 21    | Croatie            | 0  | 0      | 1      | 1     |
| 21    | Allemagne          | 0  | 0      | 1      | 1     |
| 21    | Grèce              | 0  | 0      | 1      | 1     |
| 21    | Hongrie            | 0  | 0      | 1      | 1     |
| Total | Total              | 15 | 15     | 30     | 60    |